# Wolfgang Lauterbach (Soziologe)
Wolfgang Lauterbach (* 1960 in Hof (Saale)) ist ein deutscher Soziologe. Zu seinen Forschungsgebieten gehören Bildungssoziologie, Arbeitsmarkt, Sozialstrukturanalyse, Status- und Reichtumsforschung.
Lauterbach studierte Soziologie, Volkswirtschaft und Statistik an der FU Berlin. Nach seinem Diplom 1989 arbeitete er als Stipendiat am Max-Planck-Institut für Bildungsforschung und wurde 1992 an der Freien Universität promoviert. Anschließend war er Wissenschaftlicher Assistent bei Kurt Lüscher an der Universität Konstanz, wo er sich 1999 habilitierte. In dieser Zeit verbrachte er mehrere Forschungsaufenthalte in den USA, so 1994/95 als DAAD-Stipendiat an der Harvard-Universität sowie am „Center for Life Course Research“ der Cornell-Universität und am „Center for Human Development“ der University of North Carolina at Chapel Hill.
Ab 2000 war Lauterbach Wissenschaftlicher Mitarbeiter bei Helmut Fend an der Universität Zürich.
2002 folgte er dem Ruf auf die Professur für Familien-, Bildungs- und Lebenslaufforschung an der Universität Münster. Seit 2007 ist Lauterbach Professor für sozialwissenschaftliche Bildungsforschung an der Universität Potsdam.
In den Medien kritisiert Lauterbach häufig, dass die Öffentlichkeit ein verzerrtes und ein „mit vielen Mythen behaftetes“ Bild von vermögenden Menschen in Deutschland habe. Er fordert eine stärkere Differenzierung bei der Betrachtung von Wohlhabenden.

## Veröffentlichungen (Auswahl)
- mit Thomas Druyen, Matthias Grundmann (Hrsg.): Reichtum und Vermögen in Deutschland. Zur gesellschaftlichen Bedeutung der Reichtums- und Vermögensforschung. VS Verlag für Sozialwissenschaften.
- mit Rolf Becker (Hrsg.): Bildung als Privileg? Ursachen von Bildungsungleichheit aus soziologischer Sicht. VS, Wiesbaden.
- mit T. Klein: Bildungseinflüsse auf Heirat, die Geburt des ersten Kindes und die Erwerbsunterbrechung von Frauen. Eine empirische Analyse familienökonomischer Erklärungsmuster. In: KZfSS. 1994, S. 278–299.
- Vermögensforschung und Sozialer Wandel. Anmerkungen zu einer Soziologie des „Reichtums und Vermögens“. In: Reichtum und Vermögen. 2009, S. 119–134, doi:10.1007/978-3-531-91752-8_9.